# حماسه‌ی جاودانگی
«حماسه‌ی جاودانگی» نام مجموعۀ شعری از دکتر «مرتضی شمس» است.
شمس در سال ۱۳۵۱ خورشیدی مجموعۀ «حماسه‌ی جاودانگی» را با چاپ شفق، تبریز به چاپ رساند. این مجموعه حماسه‌ای منظوم از دلاوری «آریوبرزن» سردار رشید هخامنشی در دوران پادشاهی داریوش سوم بود که کمینی را برای مقاومت در برابر اسکندر مقدونی و سپاهیان او در تنگهٔ دربند پارس ترتیب داد. منطقه‌ای که آریوبرزن از آن برخاست، اوکسیان نام داشت.
این کتاب شامل شعر مطول «حماسه‌ی جاودانگی» و پنج حواشی می‌باشد.

## دربارۀ شاعر
مرتضی شمس پزشک، پژوهشگر، مترجم و شاعر ایرانی بود. وی در ۱۵ اردیبهشت، سال ۱۳۰۷ خورشیدی در خوی به دنیا آمد. او فرزند «میرزا حبیب شمس» و نوهٔ بزرگ «آقا مرتضی شمس الاطباء» از پزشکان بنام خوی بود. وی پس از اتمام تحصیلات در طب به خوی عزیمت کرد و برای اولین بار رشتهٔ طبیعی و دانشکدهٔ پرستاری و بهداشت را در این شهر پایه‌گذاری کرد. وی در دانشکدهٔ پرستاری و بهداشت خوی تدریس می‌کرد و بیش از چهل سال به طبابت، همچون پدرانش، در آن شهر پرداخت. 
شمس، با تخلص آفتاب، اولین شاعر خویی بود که به سبک نیمایی شعر سرود و آثار شاعران اروپایی از جمله بودلر را به فارسی ترجمه کرد. وی در دههٔ ۳۰ خورشیدی، با ترجمهٔ گل‌های رنج اثر شارل بودلر، آثار سمبولیستی را به جامعهٔ ادبی ایران شناساند.
اشعار و متون ادبی و ترجمه‌های وی در نشریاتی نظیر «اقدام»، «فردوسی»، «سخن»، «یغما» و... به چاپ می‌رسید. همچنین چهار جلد کتاب شعر (از جمله سقوط و حماسه‌ی جاودانگی)، سه جلد کتاب در زمینهٔ پزشکی و یک جلد ترجمه از او به چاپ رسیده‌ است.
شمس صرف‌ نظر از مقالات علمی و پزشکی منتشره در مجلاتی نظیر «آخرین اطلاعات پزشکی»، دو کتاب با نام‌های: "درمان بیماری‌های کودکان"، "ویتامین ب آ" و "کهیر مالاریایی" تألیف کرده‌ است.
او سرانجام در ۷ بهمن ماه سال ۱۳۹۱ خورشیدی در تهران درگذشت و به وصیت خود به شهر زادگاهش منتقل و در آرامسرای خوی به خاک سپرده شد.
ترجمهٔ «قطعه هایی از گلهای رنج» اثر «شارل بودلر» و نُه مجموعهٔ شعر از او به نام‌های «تقدیر، تقدیر»، «آهوان»، «غزل‌نامه»، «آناهیتا»، «در زیر صنوبرها»، «پاره‌ها»، «قصهٔ بویلاپوش»، «از دور و از نزدیک» و «دردنامه» به چاپ رسیده که این اشعار هم در قالب‌های کلاسیک و هم آزاد [موزون و بی‌وزن (منثور) چون: غزل، غزل‌واره، مثنوی، رباعی، دوبیتی، سه‌پاره، پنج‌پاره (ابتکاری) و دوپاره] سروده شده‌اند.
«فرهنگ ادبیات جهان» در چهار جلد و دو مجلد باقی‌مانده از مجموعهٔ اشعار حماسی («حماسهٔ بابک» و «حماسهٔ زریر») و ترجمهٔ «دمتریوس‌های دروغین» اثر «پروسپر مریمه» نویسندهٔ فرانسوی نیز از دیگر آثار چاپ نشدهٔ او است.

## بخشی از اشعار
بخشی از شعر مجموعۀ حماسه‌ی جاودانگی، که شامل تصویرسازی از کُرکُری‌خوانی و مبارزه‌طلبی آریوبرزن و آغاز نبرد است:

•  •  •
حصار حصین ،
                قلعه‌ی آهنین
به یک ضربه پاشید آوار وار
                دل سنگ بارو شکافت
سواری ،
غریوید و آهیخت تیغ !
سمندی ،
                — خروشید و افراخت یال !
شکاف از تب هول لرزید و ریخت !
تن جلگه یک لحظه از بیم سوخت !
و ناگه سکوتی بیاویخت بال :
«منم پور ایران !
                منم مرزبان !
به دندان بیگانه سنگی گران !
نگهبان این کوه و جنگل منم !
شهاب بلا ،
آریو برزنم !
سپهدار آزاده مردان گرد
که از نامشان بیم هم بیمناک !
شجاعان گردن فراز
به تعظیم در آستان نیاز ،
که شستند با خون خود جسم خاک !
و اینک منم !
(بر لبانش دوید
گریزنده پا ، طرح یک زهر خند!)
و اینک منم در مقام نثار
و اینک منم تشنه‌ی خون و جنگ
و اینک منم تشنه‌ی نام و ننگ . . . . . »

•  •  •

خروشید میغ !
درخشید تیغ !
چنان صاعقه ،
                زد به قلب سپاه !
فغان ، نعره ، فریاد ، داد
چکاچک شمشیر ، جوشن ، سنان
و میدان و برج غبار
چو صحرا در آن قلعه‌ی گرد باد
چو مشت زمین بر سر آسمان . . . . .
به هر سو که رو کرد ،
                سوخت !
به هر سو که برگشت ،
                کشت !
به هر قطره خون کز تنش ریخت ،
                ریخت
— سری از درخت بدن !
قیام قیامت !
قیام نبرد !
زمان در شگفت و ،
                زمین در شگفت !
و خورشید مات . . . . . !

•  •  • 